# Kalutara
Kalutara (en singalès: කළුතර, en tàmil: களுத்துறை) o Kalutota és una ciutat gran del districte de Kalutara, Província Occidental, Sri Lanka. És la capital administrativa del districte de Kalutara i es troba a uns 40 km (25 mi) al sud de la capital Colombo.

## Etimologia

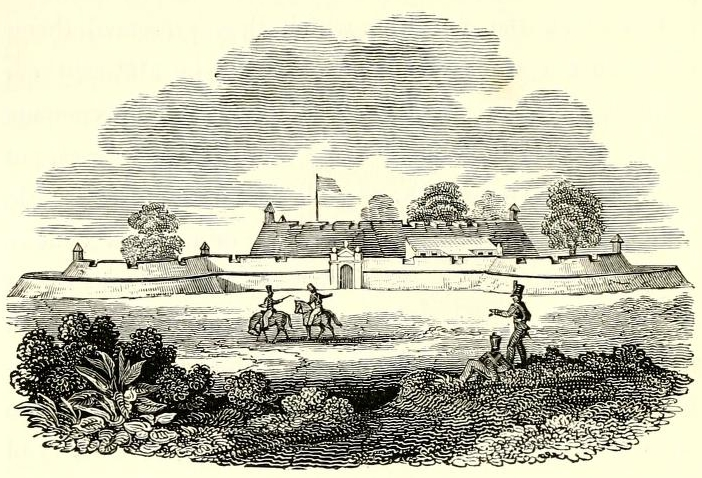
Fort Caltura (1799), per James Welsh.

Antigament fou un centre comercial d'espècies i el nom de la ciutat és deriva del riu Kalu Ganga ('Riu Negre' en singalès). En el segle xi, la ciutat fou temporalment convertida en capital per ordre d'un príncep de l'Índia del sud. La regió fou més tard plantada amb arbres de coco, els subproductes del qual són utilitzats pel comerç intern i extern. La ubicació també mostra fortificacions (el fort de Kalutara) que existia en els períodes de domini portuguès i holandès. La població al cens del 2011 era de 38.342 habitants.
El pont de Kalatura de 38 m (125 ft) de llarg va ser construït a la boca del Kalu Ganga i serveix com a enllaç important entre la part occidental i el sud del país .

## Administració
Kalutara està governada per un Consell Urbà amb un president. El consell té 11 membres, elegits per votació popular cada cinc anys. La junta local de Kalutara va ser establerta el 1878. Llavors el 1923, la junta local va ser transformada en Consell de Districte Urbà.

## Atraccions
- Kalutara o Gangatilaka Vihara va ser construït en els anys 1960 al sud del Kalutara Pont, és l'obra principal de la ciutat. Té una dagoba blanca de tres pisos i es creu que és l'únic stupa budista en el món que es totalment buit.
- Kalutara Bodhiya és un del més famosos i sagrats llocs de devoció de Buda
- Richmond Castle és una mansió de dues plantes construïda el 1896, a Palatota. Té un jardí de fruiters de 170.000 metres quadrats, construït per un governador regional ric. L'arquitectura és una barreja d'estils britànics i indis, va copiar els plànols del palau d'un maharaja indi dissenyat per un arquitecte de Londres. L'edifici sencer és caracteritzat per gravats intricats.
- Calido és una platja molt popular entre turistes a causa de la seva bellesa natural i vistes escèniques. És una tira de terra verge que va entre el riu Kalu i l'Oceà Índic.

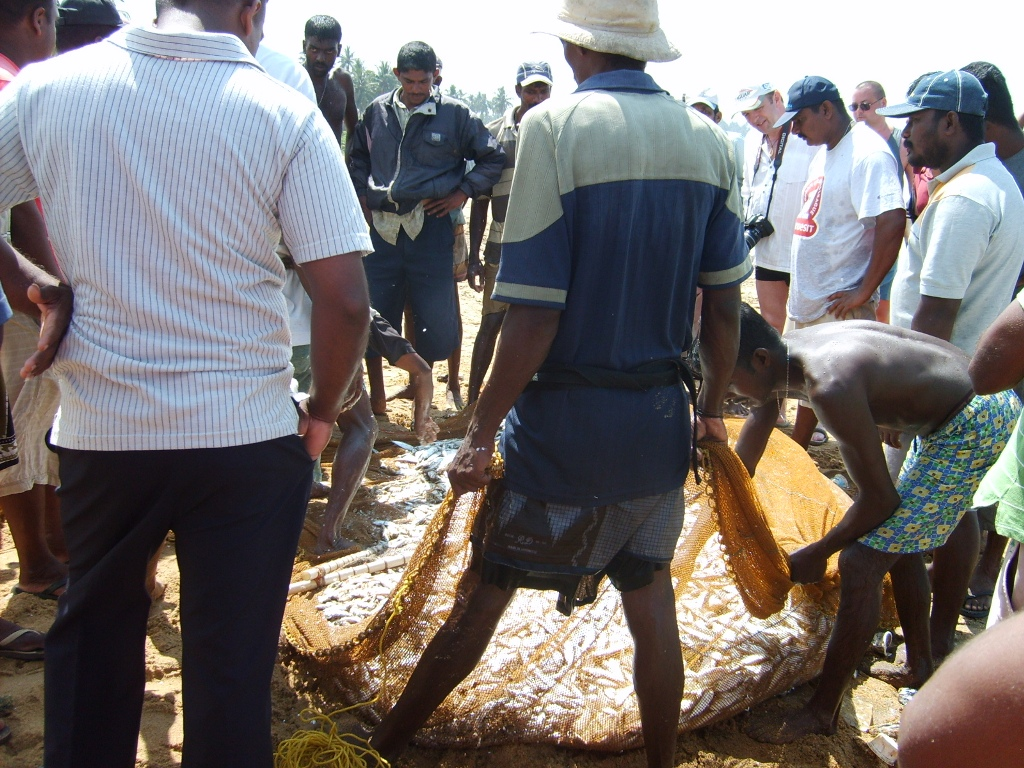
La platja és una de les platges més bones del país. És només a un hora de Colombo

- Temple budista d'Asokaramaya és un temple històric construït el 1873, al nord de Kalutara.